# Economia della Danimarca
L'economia della Danimarca è una moderna economia di mercato, orientata allo sviluppo del settore dei servizi.

## Agricoltura
Il 2% degli occupati si occupa di agricoltura, che viene praticata con mezzi ad alta tecnologia. Si coltiva: cereali, patate, barbabietola da zucchero e ortaggi. Nell'Ottocento riuscì a superare la crisi delle produzioni agricole data dal ribasso generale dei cereali per via dell'importazione dagli altri continenti, mediante la conversione all'allevamento di bestiame, ulteriormente sviluppato nel Novecento. Per quello che riguarda la distribuzione della proprietà terriera, lo sviluppo della cooperazione è riuscito a salvare aziende di dimensione compatibili con lo sviluppo di un allevamento moderno.

## Allevamento
L'allevamento è molto sviluppato: la Danimarca è tra i primi produttori europei di latte, burro e formaggi, di suini, di pollame; la produzione viene esportata soprattutto in Germania e in Gran Bretagna. L'agricoltura (cereali e foraggi) è in gran parte al servizio dell'allevamento, ma vi è anche una buona produzione di piante industriali. Queste due attività danno lavoro a una fiorente industria alimentare di trasformazione. La cantieristica è invece legata allo sviluppo del porto di Copenaghen.

## Industria
L'industria è particolarmente moderna, il governo sostiene il welfare dei propri cittadini con numerose norme, il livello di vita è decisamente buono, la moneta è stabile ed una grande importanza riveste il commercio con l'estero. La Danimarca esporta con profitto energia e prodotti alimentari, garantendosi un soddisfacente surplus nella bilancia dei pagamenti ed un debito estero praticamente pari a zero.

### La produzione di energia elettrica
Il paese produce la maggior parte della propria energia elettrica attraverso lo sfruttamento dell'energia eolica con cui ha coperto, nel 2015, il 42% del proprio fabbisogno. In media il paese produce il 140% dell'energia necessaria, rivendendo il proprio surplus alla Norvegia, alla Svezia e alla confinante Germania.

## Forza lavoro
Il sistema produttivo danese è fortemente sindacalizzato; il 75% dei lavoratori sono iscritti ad un sindacato. La maggior parte delle organizzazioni sindacali fanno parte di un vasto sistema coordinato, e la federazione più grande è la cosiddetta LO, Lands-organisationen, la Confederazione dei sindacati danesi. Tuttavia un numero sempre crescente di lavoratori sta ultimamente scegliendo di non iscriversi né ad uno dei sindacati confederati né ad uno di quelli indipendenti (a cui spesso ci si riferisce come ai sindacati gialli, in danese gule).
I rapporti tra i sindacati e i datori di lavoro sono improntati alla collaborazione: i sindacati si occupano quotidianamente della gestione dei luoghi di lavoro e i loro rappresentanti siedono nel consiglio di amministrazione della maggior parte delle aziende. La regolamentazione degli orari di lavoro e la determinazione delle paghe sono contrattate direttamente tra sindacati e datori di lavoro, e il coinvolgimento dello stato è davvero marginale. Nel novembre del 2008 il tasso di disoccupazione era del 1,9% della popolazione attiva, pari a circa 52.000 persone. Metodo Eurostat: 2,3% (luglio del 2008). Si prevede che nel 2015 il numero dei disoccupati sia destinato ad arrivare a 65.100. Nello stesso periodo il numero di persone in età lavorativa crescerà di 10.000 unità passando a 2.860.000, e quello dei posti di lavoro di 70.000 passando a 2.790.000. Questa cifra include i posti fissi.
A causa dell'attuale incremento della domanda di lavoro specializzato - soprattutto nell'industria, nei trasporti, nelle costruzioni e nella sanità - non adeguatamente soddisfatta dal mercato del lavoro, la media delle ore annualmente lavorate è cresciuta, specialmente se paragonata a quella del periodo di crisi economica degli anni 1987-1993.
Negli ultimi anni la Danimarca, come tutti i Paesi sviluppati del Nord Europa, ha visto aumentare il numero di lavoratori giunti per trovare un impiego dopo aver lasciato altre realtà in crisi. Ciò ha portato il governo, nel 2014, a dare una stretta per ciò che concerne i sussidi statali e, in generale, il Welfare. Il tema è da sempre al centro del dibattito pubblico in Danimarca ed anche diverse forze politiche hanno chiesto riforme nonostante le regole dell'Unione Europea consentano la libera circolazione. L'iniziativa messa in atto dal ministro del Lavoro Mette Frederiksen è tesa a prevedere che i cittadini comunitari stabilitisi nel Paese siano effettivamente intenzionati ad integrarsi. In particolare, i centri per l'impiego, storicamente molto efficiente, devono monitorare la progressiva integrazione incontrando gli stranieri più spesso rispetto ai danesi. I lavoratori disoccupati che vengono dall'estero devono sostenere un "accertamento della lingua danese" al fine di verificare l'effettivo inserimento nella società. Il nuovo regime è entrato in vigore nell'ottobre 2014 in via transitoria: il governo, dopo due anni, valuterà se proseguire.

## Moneta

Banconote e monete danesi

La valuta nazionale danese, la corona (in danese kroner), è di fatto legata all'euro per mezzo degli Accordi europei di cambio (ERM II). 
Il governo è riuscito facilmente a raggiungere, ed a superare addirittura, i parametri economici richiesti per partecipare alla fase tre (la moneta comune europea) dell'Unione Economica e Monetaria dell'Unione Europea (EMU) ma, con un referendum tenutosi nel settembre del 2000, i Danesi hanno confermato la loro volontà di non unirsi agli altri 12 paesi dell'area Euro ed hanno mantenuto la loro moneta (anche il Regno Unito e la Svezia si sono regolati nello stesso modo). Recentemente però, il premier Rasmussen si è detto intenzionato a promuovere di nuovo un referendum sull'entrata nella moneta unica.